# Wykapki
Wykapki (l. poj. wykapka), także jamka egutacyjna – rurkowata dziura w osadzie jaskiniowym lub w spągu, wydrążona przez długotrwale opadające w to samo miejsce krople wody. Średnica wykapki nie przekracza zwykle kilku cm. Najczęściej powstaje tylko w namulisku, ale gdy woda pada z dużej wysokości, lub przez dłuższy czas, drąży otworek także w skalistym spągu. 
Początkowo spadające krople drążą w namulisku tylko otworek. Po dłuższym czasie w luźnym namulisku wytrąca się  z wody osad i na brzegu otworku powstaje okrągła wanienka naciekowa.
Tego samego pochodzenia są jaskiniowe wulkany błotne. Powstają jednak w miękkim, gliniastym namulisku i są znacznie większe.